# Liste der Monuments historiques in Les Hautes-Rivières
Die Liste der Monuments historiques in Les Hautes-Rivières führt die Monuments historiques in der französischen Gemeinde Les Hautes-Rivières auf.

## Liste der Objekte
| Bezeichnung | Beschreibung                                                                     | Standort                              | Kennzeichnung | Schutzstatus | Datum | Bild |
| ----------- | -------------------------------------------------------------------------------- | ------------------------------------- | ------------- | ------------ | ----- | ---- |
| Glocke      | Bronze, 1599 gegossen; aus der im 18. Jahrhundert zerstörten Kirche von Failloué | in der Kirche St-Jean-Baptiste (Lage) | PM08000268    | Classé       | 1948  |      |